# Expreso 3 (Metropolitano)
El servicio Expreso 3 es uno de los 15 expresos que forma parte del Metropolitano en Lima, se lo puede reconocer por el color dorado y el logo de un "EX3" en los buses troncales.
El 22 de noviembre del 2010, se implementa el servicio que cubría desde el terminal Naranjal hasta la estación Centralutilizando el ramal Alfonso Ugarte y Avenida España, en ambos sentidos y en horas punta. El 7 de febrero de 2011 amplía su recorrido hasta la estación Plaza de Flores en ambos sentidos.
El 30 de enero del 2017, cambió de ruta partiendo ahora desde el terminal Naranjal hasta la estación 28 de julio de norte a sur y de sur a norte partía desde la estación Benavides hasta el terminal Naranjal.
El 19 de octubre de 2020, se amplió el horario hasta las 10:00, sin embargo, posteriormente volvería a su horario habitual. El 13 de abril del 2023 junto a otros expresos comenzó a operar los sábados.
El servicio no se modificó hasta el 24 de abril de 2024, debido a optimizaciones en los servicios se retiró la ruta de norte a sur que iba por las mañanas, con este cambio el recorrido se establece solo de sur a norte desde la estación Benavides hasta el terminal Naranjal, en horas de la tarde.

## Horarios
| Horario de operación | Horario de operación | Horario de operación |
| EXPRESO              | Hacia el Sur         | Hacia el Norte       |
| -------------------- | -------------------- | -------------------- |
| Lunes a viernes      | Sin Servicio         | 17:30 a 21:00        |
| Sábados              | Sin Servicio         | 12:30 a 15:30        |
| Domingos y feriados  | Sin Servicio         | Sin Servicio         |

## Estaciones
A continuación, todas las estaciones del Expreso 3, en algunas estaciones se pueden interconectar con diferentes servicios o expresos para una movilización de norte a sur o viceversa más rápido
| \| N.º \| Estación \| Común con \| \| ----------------------------- \| ---------------------------------- \| --------- \| \| 1 \| Benavides (Embarque 1 norte) \| \| \| 2 \| Angamos (Embarque 2 norte) \| \| \| RAMAL ALFONSO UGARTE - ESPAÑA \| \| \| \| RAMAL NORTE \| \| \| \| 3 \| Terminal Naranjal (Libre Embarque) \| \| |                                    |                                                                                     |
| N.º | Estación                           | Común con                                                                           |
| 1 | Benavides (Embarque 1 norte)       | Regular C · Expreso 8                                                               |
| 2 | Angamos (Embarque 2 norte)         | Regular C · Expreso 1 · Expreso 8                                                   |
| RAMAL ALFONSO UGARTE - ESPAÑA |                                    |                                                                                     |
| RAMAL NORTE |                                    |                                                                                     |
| 3 | Terminal Naranjal (Libre Embarque) | Regular A · Regular B · Expreso 2 · Expreso 5 · Super Expreso · Super Expreso Norte |

## Lugares recurrentes en los distritos de la trayectoria
Miraflores
- Centro Comercial Inka Plaza: Av. Arequipa 5031
- Parque Reducto N°2: Calle Ramón Ribeyro 490
- Tottus Express: Av. 28 de Julio 1003

Surquillo
- Mercado Nº 1 de Surquillo, Av. P.º de la República 5447

Independencia
- Mercado Los Incas: Avenida Contisuyo 530